# Bunomys chrysocomus
Bunomys chrysocomus là một loài động vật có vú trong họ Chuột, bộ Gặm nhấm. Loài này được Hoffmann mô tả năm 1887.